# Cauloramphus californiensis
Cauloramphus californiensis is een mosdiertjessoort uit de familie van de Calloporidae. De wetenschappelijke naam van de soort is voor het eerst geldig gepubliceerd in 1995 door Soule, Soule & Chaney.